# Московский (город)
Моско́вский — населённый пункт Филимонковского района, расположенного на территории Новомосковского административного округа города Москвы. Основан в 1969 году как посёлок совхоза "Московский". С 1 ноября 2004 — город районного подчинения в составе Ленинского района Московской области. С 1 июля 2012 года в составе Новой Москвы на правах города. В результате административно-территориальной реформы ТиНАО 2024 года Московский вошёл в состав муниципального округа Филимонковский. Правопреемником органов власти города Московский являются органы местного самоуправления и управа Филимонковского района.

## История
Основан на месте деревни Передельцы, находившейся на территории современных второй и третьей очередей тепличного комбината бывшего совхоза «Московский». В 1994—2006 годах являлся центром Московского сельского округа. Название связано с тем, что указанный совхоз, в то время располагавшийся на территории Московской области, принадлежал городскому исполнительному комитету города Москвы. Расстояние до МКАД — 8 км.
В 2010-х годах на месте теплиц был построен район многоэтажных жилых домов.

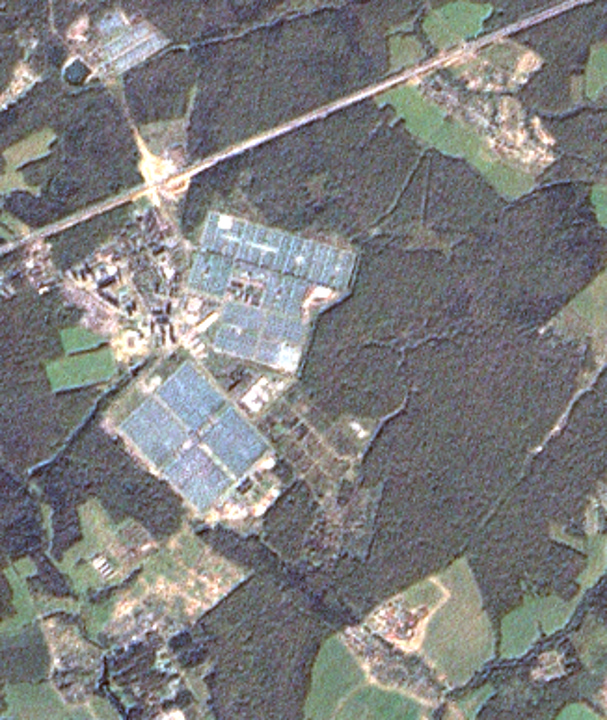
Московский на снимке со спутника 2000 года

## Население
| 1979    | 2002    | 2006    | 2009    | 2010    | 2012    | 2013    |
| ------- | ------- | ------- | ------- | ------- | ------- | ------- |
| 9324    | ↗15 563 | ↗15 755 | ↘15 649 | ↗17 366 | ↗18 268 | ↗20 386 |
| 2014    | 2015    | 2016    | 2017    | 2018    | 2019    | 2020    |
| ↗24 210 | ↗33 128 | ↗39 784 | ↗50 167 | ↗53 417 | ↗57 537 | ↗59 218 |

## Устройство города

### Микрорайоны

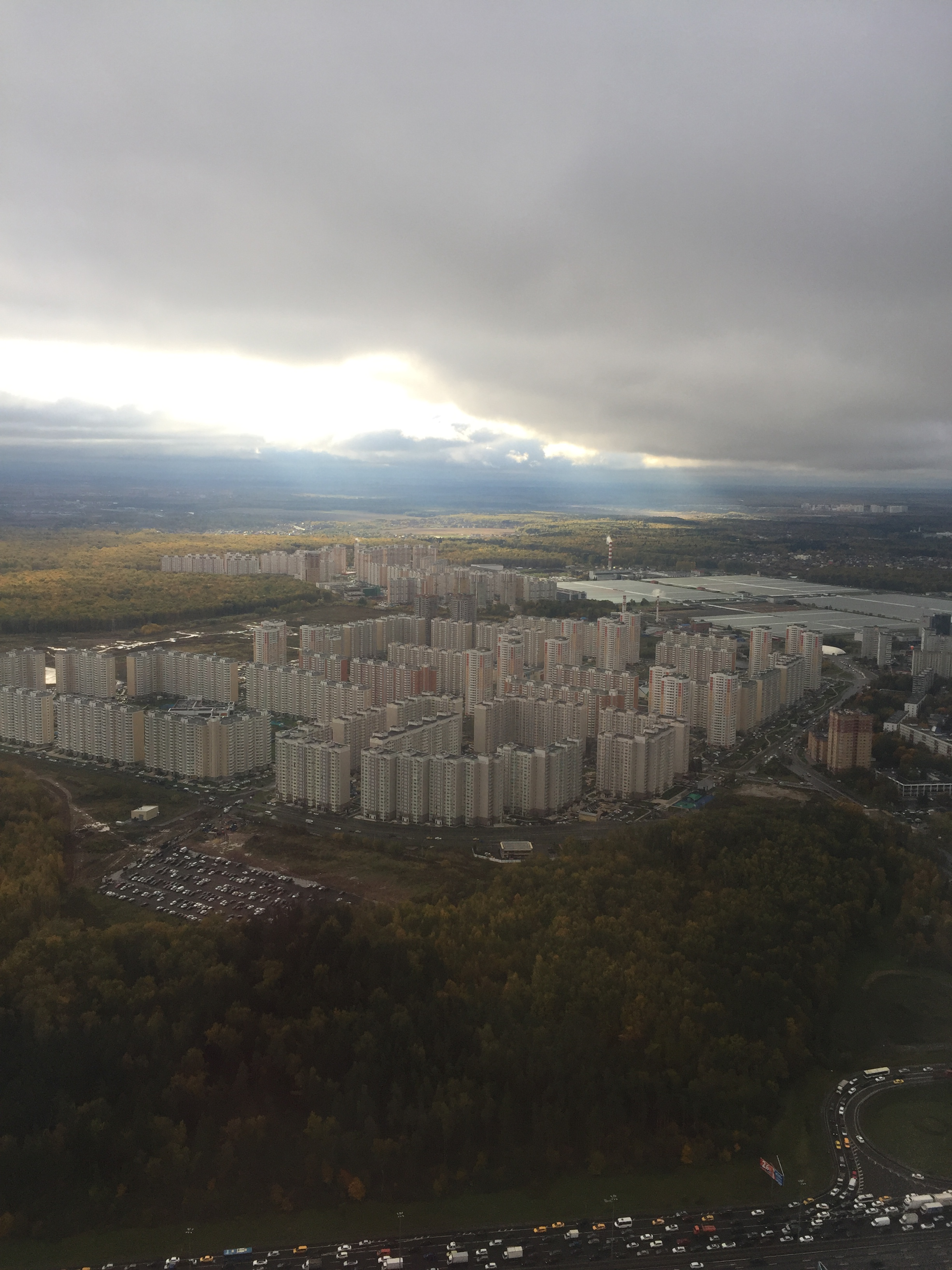
Микрорайоны «Первый Московский Город-парк» и «Град Московский»

Город состоит из четырёх микрорайонов: микрорайон 1, микрорайон 3 («Юго-Западный»), микрорайон 4 («Град Московский») и 5-го микрорайона («Первый Московский Город-парк»).
Микрорайон 1. Является исторической частью города. Первые панельные пятиэтажные дома были построены в середине 1960-х годов для работников совхоза. В дальнейшем возводились многоэтажные дома (9—16 этажей). Количество жилых домов — 50.
Микрорайон 3 («Юго-Западный»). В данном микрорайоне 16 многоэтажных жилых домов общей площадью 288 тыс. м².
Микрорайон 4 («Град Московский»). Микрорайон из четырёх кварталов. На первых этажах жилых домов разместились предприятия торговли и офисы. Микрорайон выделяется своей этажностью, здесь 17- и 25-этажные дома.
Микрорайон 5 («Первый Московский Город-парк»). Строительство начато в конце 2011 года на территории первой очереди тепличного комбината.
Также в территорию города входят СНТ «Маяк», «Передельцы», «Просвещенец» и «Пчёлки».

### Улицы
Основные улицы:
- Улица Атласова — названа в честь русского землепроходца, якутского казака, приказчика Анадырского острога (с 1695 года), совершившего поход по Камчатке в 1697—1698 годах Владимира Атласова[22]. Является главной улицей города и основным выездом из него. Соединяет три из четырёх микрорайонов города. Начинается как продолжение въезда в город на пересечении с улицей Никитина и проектируемым проездом № 5258 проходит между первым и пятым микрорайонами и заканчивается на пересечении с улицей Храброва и Валуевским шоссе. На улице есть 4 остановки, через которые проходят автобусы 863, 879, 879к, 1039, а также маршрутные такси 894 и 1129.
- Улица Академика Чумакова — названа в честь советского вирусолога, академика АМН (1960), основателя и первого директора Института полиомиелита и вирусных энцефалитов РАМН Михаила Чумакова[23]. Один из пяти выездов из города, собственных зданий не имеет. Единственная улица, связывающая город с посёлком полиомиелита, идёт от Киевского шоссе до улицы Атласова. С одной стороны располагаются институт полиомиелита, спортивный и гаражный комплексы, с другой 1-й микрорайон. Остановок нет, но по ней проходят все маршруты автобусы первого и третьего микрорайонов, а именно 189, 446, 870, 876, 878, 879, 879к, 881 и 890 маршруты, также по улице проходят маршруты 590 и 894 маршрутных такси и 866 автобуса.
- Улица Хабарова — названа в честь русского землепроходца Ерофея Хабарова[22]. Берёт начало от пересечения с улицей Атласова и Валуевским шоссе и идёт до пересечения с Радужным проездом, где перетекает в Солнечную улицу. Улицей является соединительной для 4 микрорайона и остального города и одним их двух выездов из 4 микрорайона. Остановок нет, но весь транспорт 4 микрорайона проходит через неё, а именно маршруты 446, 863, 878, 879, 879к и 881 автобусов и 1129 маршрутного такси.
- Валуевское шоссе — название Валуевского шоссе происходит от посёлка Валуево. Такое название было присвоено поселку в честь усадьбы «Валуево», расположенной в этом же посёлке[24]. Единственное шоссе в городе и один из пяти выездов из города, основная дорога между Московским и поселением Филимонковское. Вдоль шоссе располагается ТРЦ «Новомосковский», теплицы агрохолдинга «Московский» и здание пожарно-спасательного отряда № 313. На шоссе есть целых 7 остановок, на 4-х из них останавливаются автобус 876, на других двух автобусы 446, 878, 881, на последней только 446, также на 6-ти из них останавливается автобус 1039 и маршрутное такси 894.
- Проектируемый проезд № 5562 — проходит между улицей Академика Чумакова и Валуевским шоссе и является единственным выездом и въездом в 3-й микрорайон. На проезде находится 4 остановки и единственная в городе диспетчерская станция, обслуживающая маршруты 189, 866, 870, 879, 879к и 890 автобусов, также через неё проходят маршруты 446, 876, 878 и 881 автобусов и 590 маршрутного такси.

Микрорайон 1:
Всем домам в первом микрорайоне присвоена нумерация, привязанная к самому району (например адрес администрации поселения Московский — 1-й микрорайон, дом 19А). Как таковых улиц в микрорайоне нет.
- Проектируемый проезд № 5258 — берёт начало как продолжение улицы Никитина на пересечении с улицей Атласова доходит до Центральной площади, после чего делает поворот на 90 градусов и упирается в улицу Академика Чумакова. На улице 6 остановок, на всех останавливаются автобусы 189, 446, 870, 876, 878, 879, 879к, 881, 890 и маршрутное такси 590, автобус 333 идёт до центральной площади и останавливается только на четырёх, автобусы 1039 и 1042 только на одной.

Микрорайон 3 («Юго-Западный»):
Всем домам в первом микрорайоне присвоена нумерация, привязанная к самому району (например адрес городской больницы — 3-й микрорайон, дом 7). Как таковых улиц в микрорайоне нет. Есть четыре проезда, один основной и три односторонних ответвления от него.
- Проектируемый проезд № 6454 — является основным проездом на севере микрорайона и подъездом к жилым домам 1 — 6, подстанциям 4с1, 5с1 и квартальной тепловой станции КТС-1 «Московский» (корпус зданий 6А). Берёт начало от проектируемого проезд № 6455, в него же и входит. Движение одностороннее. Общественный транспорт не ходит.
- Проектируемый проезд № 6455 — является единственным выездом из микрорайона и главной его проездом, с ним соединяются остальные проезды микрорайона. Также это единственный проезд в микрорайоне с двусторонним движением. По всей его длине проходит маршрут 590 маршрутного такси.
- Проектируемый проезд № 6456 — является одним из двух южных проездов микрорайона. Берёт начало от проектируемого проезд № 6455, в него же и входит. Движение одностороннее. Общественный транспорт не ходит.
- Проектируемый проезд № 6457 — является одним из двух южных проездов микрорайона. Берёт начало от проектируемый проезд № 6455 и упирается в проектируемый проезд № 6457. Движение одностороннее. Общественный транспорт не ходит.

Микрорайон 4 («Град Московский»):
В микрорайоне есть 4 улицы и 2 проезда. Два названия улиц имеют территориально-историческую привязку, остальные названия привязок не имеют.
- Солнечная улица[25] — является самой длинной, основной и единственной, по которой можно выехать в остальной город, улицей микрорайона. Имеет пересечение со всеми улицами района, кроме Георгиевской. Начинается как продолжение улицы Храброва на пересечении Радужного проезда и идёт в сторону СНТ Просвещенец. На улице 4 остановки, на двух по чётной останавливаются 446 и 863, на двух нечётных 881.
- Радужная улица[25] — является второй по длине и первой по количеству приписанных зданий улицей микрорайона. Единственная улица, которая имеет пересечение со всеми улицами микрорайона. Берёт начало как продолжение Радужного проезда, идёт параллельно улице Солнечной, затем сворачивает и упирается в неё. На улице 5 остановок, на всех из них останавливаются автобусы 878, 879, 879к, автобусы 446 и 863 останавливаются только на трёх с нечётной стороны улицы, а 881 только на двух с чётной стороны улицы.
- Георгиевская улица[25] — название улицы Георгиевская происходит от находившегося здесь ранее храма Георгия Победоносца, который был разобран в 30-х годах XX века. В 2010 году на месте, где ориентировочно находился алтарь разрушенного храма, был установлен и освящён Памятный крест. Третья по длине улица микрорайона, является ответвлением от Радужной улицы. На нечётной стороне Георгиевской располагаются все здания 3-го квартала микрорайона, все здания приписаны к ней под номерами 1, 2, 3, 4, 5, 5с1, 5с2, 7, 8, 9, 11, 13. На чётной стороне к улице под номерами 2, 8 приписаны только школа и детский сад. Общественный транспорт не ходит.
- Передельцевский проезд[25] — название проезда Передельцевский происходит от названия деревни Передельцево на месте которой был построен Московский. Проезд представляет собой две прямых дороги, идущие от улиц Радужная и Солнечная перпендикулярно другу и встречающиеся в центре проезда. С четной стороны проезда расположились многоэтажная надземная стоянка на Радужной улице, котельная ООО "РегионЭнергоСервис приписанная на проезде пож номером 4 и строящийся спортивный комплекс. Вдоль нечётной стороны расположилось Передельцевское кладбище здание под номером 5 и несколько зданий Радужной улицы. Также рядом с проездом находится построенный в 2018 году Храм святого великомученика Георгия. Общественный транспорт не ходит.
- Радужный проезд[25] — самая маленькая улица города и одна из двух секущих улиц района. К ней приписаны всего два жилых дома под номерами 1 и 3. Застройка в основном с нечётной стороны, с чётной находится только Передельцевская больница. Проезд берёт начало на пересечении с улицами Храброва и Солнечной и заканчивается как продолжение Радужной улицы. На проезде есть только одна остановка «Радужный проезд» на который останавливаются 446, 863, 878, 879 и 879к автобус и проезжает только по нечётной стороне без остановки автобус 881.
- Московская улица[25] — вторая секущая микрорайона, располагается между улицами Солнечная и Радужная. Одна из четырёх улиц города с раздельной проезжей частью. Общественный транспорт не ходит.

Микрорайон 5 («Первый Московский Город-парк»):
В микрорайоне есть 4 улицы. Все улицы микрорайона, а также улицы Атласова и Храброва, названы в честь известных русских мореплавателей.
- Улица Никитина — названа в честь русского путешественника и писателя Афанасия Никитина[26]. Самая длинная улица микрорайона, берёт начало как продолжение проектируемого проезда № 5258 в середине пересекается с улицей Бианки и временно заканчивается у улицы Филатов Луг. Пересекает три из пяти выездов из города. На улице есть 4 действующие остановки. На них останавливаются, как внутримикрорайонные автобусы (333, 866) до улицы Бианки и (189, с156) до и после улицы Бианки, так и автобусы выезжающие из первого микрорайона в северные от города поселения (870, 878, 881, 1042), или в сторону  Саларьево (446, 890, 1042).
- Улица Бианки — названа в честь российского зоолога, энтомолога и орнитолога, сотрудника Зоологического музея Академии наук, участника Камчатской экспедиции Ф. П. Рябушинского Валентина Бианки[26]. Вторая по длине улица микрорайона. Берёт начало от улицы Атласова, проходит улицу Лаптева и упирается в улицу Никитина. На улице есть 4 остановки, на одной из них останавливается только 333 автобус, движущийся только в нечётном направлении, на оставшихся останавливаются 189, с156 и 866 автобусы, движущийся в обои направлениях.
- Улица Лаптева — названа в честь русского полярного исследователя Харитона Лаптева[24]. Третья по длине и единственная улица микрорайона, идущая параллельно улице Атласова, а не перпендикулярно, как остальные улицы микрорайона. Также единственная улица по которой нельзя выехать из микрорайона. Здания располагаются преимущественно с чётной стороны. На улице есть две остановки «Улица Лаптева» для автобуса 866 в оба направления движения.
- Улица Москвитина — названа в честь русского землепроходца, атамана пеших казаков Ивана Москвитина[24]. Одна из двух (вторая Радужный проезд) улиц города, здания которой располагаются только с нечётной стороны. Берёт начало как продолжение улицы Академика Чумакова на пересечении с улицей Атласова и упирается в улицу Лаптева. На улице есть две остановки «Улица Москвитина» для автобуса 866 в оба направления движения.

СНТ Просвещенец:
В товариществе есть улицы Центральная, Набережная, Лесная, 1-6 Садовая.

### Площади
- Центральная площадь — единственная площадь в Московском расположилась перед ДК Московский. На ней находятся ДК и администрация поселения. Также на ней проводятся все основные мероприятия в городе.

## Образование

### Современное состояние

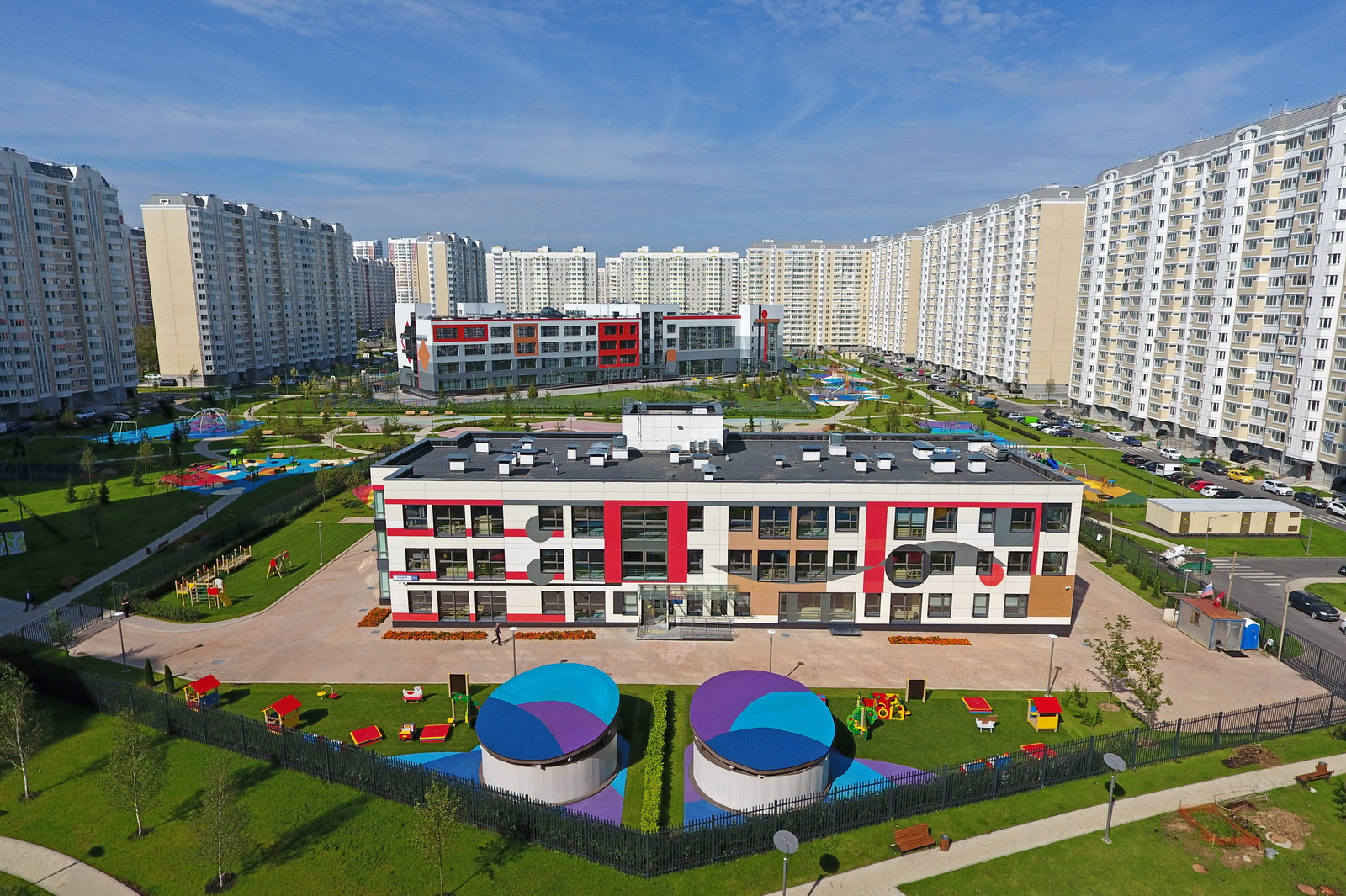
Детский сад на улице Бианки и также чуть левее школа

Инфраструктура образовательной системы города включает все типы и виды общего, дошкольного и дополнительного образования. В Московском находятся два образовательных комплекса — ГБОУ «Школа № 2120» и ГБОУ «Школа № 2065». В состав бывшего единого комплекса ГБОУ «Школа № 2065» входило 13 структурных подразделений: 5 корпусов школ (№ 1—5) и 12 детских садов (№ 2—13, детский сад № 1 находится в Посёлке института полиомиелита). Общее количество учащихся всех структурных подразделений на 1 сентября 2015 года составило 7883 человека. По итогам 2015/2016 учебного года ГБОУ «Школа № 2065» заняло 73-е место в рейтинге школ города Москвы.
В ГБОУ «Школа № 2120» функционируют кадетские классы имени Е. Н. Чернышёва, в первом корпусе школы созданы музеи, выпускается школьная газета, официально зарегистрированная в школьном реестре.
В мае 2016 года был согласован проект строительства пятого корпуса ГБОУ «Школа № 2120» на 1000 учеников в микрорайоне «Град Московский», который будет включать в себя учебные классы, кабинеты информатики и вычислительной техники, кулинарии, лаборантскую, компьютерно-лингвистическая лабораторию, мастерскую по обработке дерева, металла и ткани. Кроме того, предусмотрена столовая на 530 мест, зрительный зал, студия хореографии и библиотека с читальным залом и медиатекой.
После ситуации в 5 корпусе Школы «2120» 22 апреля 2025 года и на данный момент, директором этой школы является Файдюк Наталия Станиславовна. 

### История
В 1971 году в первом микрорайоне города была построена по типовому проекту первая школа — школа № 1 (ныне — корпус № 1 ГБОУ «Школа № 2065»). В 1979 году рядом было построено такое же здание школы № 2 (ныне — корпус № 2 ГБОУ «Школа № 2065»). 8 мая 1981 года в школе № 2 был открыт музей «Боевой славы 70-й стрелковой Верхнеднепровской ордена Суворова дивизии», а в 1985 году в школе № 1 — музей «Истории родного края».
В октябре 2008 года в третьем микрорайоне в рамках программы строительства жилого комплекса «Юго-Западный» было открыто новое здание школы (ныне — корпус № 3 ГБОУ «Школа № 2065»). Школа рассчитана на 1100 учебных мест; в ней есть 2 спортивных зала, тренажерный зал, зал хореографии, 2 компьютерных класса, библиотека с читальным залом, столовая и медицинские кабинеты, блок эстетического воспитания, большой актовый зал с универсальной эстрадой, гримерными, костюмерной и радиорубкой. После открытия в это здание переехала школа № 2 и Детская школа искусств.
1 сентября 2011 года в четвёртом микрорайоне была открыта школа № 3 «Вектор» (ныне — корпус № 4 ГБОУ «Школа № 2065»), рассчитанная на 825 учебных мест.
С первого сентября 2012 года после включения города Московского в состав города Москвы нумерация школ была изменена: школа № 1 получила номер 2063, школа № 2 — номер 2064, школа № 3 — номер 2065. В 2014 году в ходе реорганизации учебных заведений в городе Москве все школы и детские сады города Московского были объединены в единый образовательный комплекс — ГБОУ «Школа № 2065».

## Здоровье
Расположено 4 поликлиники (1 — детская, 2 — взрослые и общая).

## Спорт
Имеются спортивная школа, 2 бассейна, фитнес-центры и стадион.
В 1990-х годах в посёлке Московский базировался и проводил домашние матчи профессиональный футбольный клуб, игравший в 1994 году в Первой лиге (назывался «Интеррос» и «Техинвест-М»). В 2000 году основан ФК «Росич», играет в любительском первенстве России, чемпионате Москвы.

## Культура и искусство
В Московском находятся взрослая и детская библиотеки, дворец культуры, детская школа искусств, три школьных музея.

### Дворец культуры «Московский»
В первом микрорайоне расположен дворец культуры «Московский», построенный 1971—1988 годах по проекту архитекторов Дмитрия Солопова и Михаила Казарновского. Здание построено в стиле советского модернизма, фойе площадью 1 200 м2 украшают мозаичные панно в технике флорентийской мозаики. Во дворце культуры находятся кинотеатр и сцена с залом на 509 человек, несколько залов и аудиторий вместимостью до 100 человек для проведения культурно-массовых мероприятий, студия звукозаписи. Недавно был произведен капитальный ремонт зрительного и танцевального залов, помещений для занятий детей и будущего семейного кафе.
Учреждение является центром культурно-массовой и просветительской работы города. В ДК организованы работы более двадцати кружков, студий, любительских творческих коллективов, клубов по интересам различной направленности для детей, подростков и взрослых. Творческие коллективы ДК становятся лауреатами, дипломантами, призёрами и участниками многочисленных международных и российских конкурсов и фестивалей. Регулярно проводятся спектакли, концерты, цирковые представления, выставки. Гостями дворца культуры были многие популярные артисты: Надежда Бабкина, Диана Гурцкая, Александр Маршал, Татьяна Буланова, Вячеслав Добрынин, Клара Новикова, Александр Серов, Костя Цзю, группы «Чай вдвоём», «Любэ», «Блестящие», «Золотое кольцо», «Экс-ББ», «Песняры», «Мираж» и многие другие.

### Библиотеки
В ДК «Московский» функционирует библиотека № 259. Библиотечный фонд составляет 23 000 экземпляров, кроме того, предоставляется доступ к электронным ресурсам библиотек России и мира. В библиотеке работают детское и взрослое отделения, а также медиацентр, где можно поработать на компьютере, послушать аудиокниги, посмотреть фильмы, вестибюль библиотеки — зона буккроссинга. Кроме того, в библиотеке регулярно проводятся мероприятия, выставки, фестивали, встречи с писателями; организованы развивающие кружки для детей. Библиотека города Московский на сегодняшний день самая крупная из библиотек Централизованной библиотечной системы «Новомосковская» (включает в себя 11 библиотек ТиНАО).
Библиотека начала свою историю в 1948, когда её первая заведующая Александра Митрофановна Буравчикова начала собирать по домам тогда ещё деревни Передельцы книжный фонд. Позже по инициативе директора колхоза она начала создание библиотеки, которая была официально зарегистрирована отделом культуры в 1950 году. Ей было выделено место Передельцевском клубе. К декабрю 1979 года объём библиотечного фонда составлял порядка 5000 экземпляров. С 1980 года библиотека находилась в одном здании с Детской школой искусств. В 1988 году библиотека разделилась в детскую и взрослую. В течение 15 лет у детской библиотеки не было постоянного помещения и она переезжала с место на место, пока в марте 2001 года вместе со взрослой библиотекой не переехала в помещение в ДК «Московский».
Кроме того, действуют собственные библиотеки при школах города, библиотека духовной литературы при храме Святителя Тихона.

### Школьные музеи
8 мая 1981 года в школе № 2 (ныне — корпус № 3 ГБОУ «Школа № 2065») был открыт музей «Боевой славы 70-й стрелковой Верхнеднепровской ордена Суворова дивизии». Основателем музея был учитель начальной военной подготовки, полковник Лебедев Леонид Семенович. В экспозиции музея представлены образцы оружия, фотографии, рукописные воспоминания и личные вещи ветеранов этой дивизии — всего более 500 экспонатов. Регулярно проводятся встречи с ветеранами дивизии, совершаются походы по местам боёв дивизии. Проведено более 1000 лекций-экскурсий для учащихся школы и гостей. Работа происходит под руководством совета музея, который состоит из ветеранов, учителей и учеников школы. По результатам смотра школьных музеев, в 1999/2000 учебном году музей занял первое место среди музеев боевой славы.
12 мая 1985 года в школе № 1 (ныне — корпус № 1 ГБОУ «Школа № 2065») был открыт музей «Истории родного края». Организатор и бессменный директор музея — учитель истории, отличник просвещения России Каптилкина Лариса Константиновна. Экспозиция музея посвящена краеведению Подольского уезда и окрестностей: истории местных сёл, деревень и их прошлых владельцев, топонимам и гидронимам, истории здравоохранения и образования, истории в период ВОВ. В фондах музея находятся древние русские монеты, предметы быта, элементы русского понёвного костюма, личные письма с фронта, воспоминания ветеранов, личные вещи, реликвии войны. В апреле 2014 года музей получил сертификат № 1027 Департамента образования города Москвы.
22 октября 2014 года в корпусе № 4 ГБОУ «Школа № 2065» был открыт музей «Боевой славы Героев Отечества». В экспозиции музея представлены экспонаты, посвященные Великой Отечественной войне, боевым действиям в Афганистане и чеченским кампаниям. Ныне находится в составе ГБОУ «Школа № 2120», в первом корпусе.

## Религия

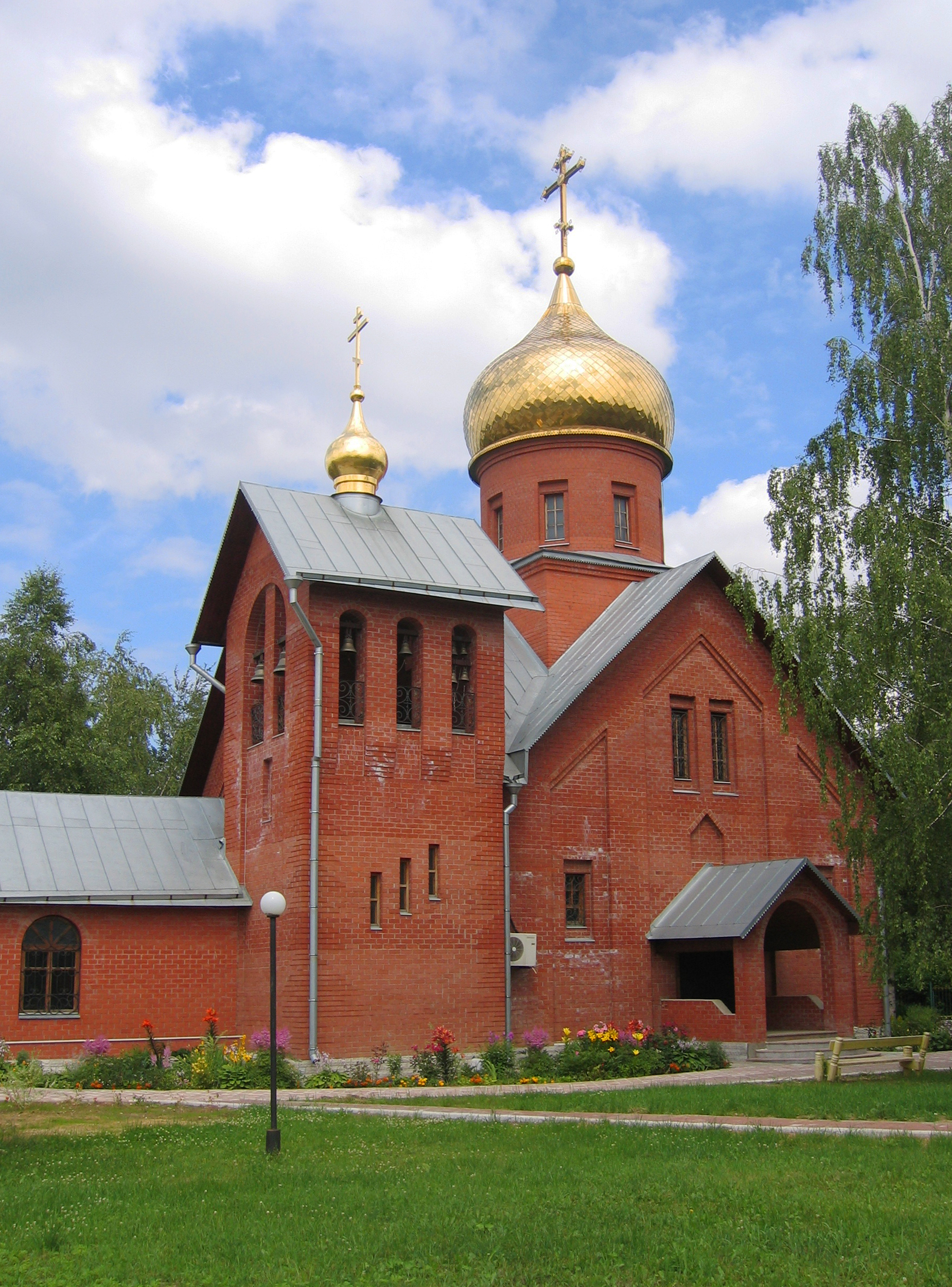
Храм Святителя Тихона, Патриарха Всероссийского

В городе расположено 3 православных храма:
- Храм Святителя Тихона, Патриарха Всероссийского (1996—2001), расположен при въезде в город Московский;
- Малый крестильный храм Рождества Иоанна Предтечи (1995—1996), приписан к храму Святителя Тихона;
- Храм святого благоверного князя Андрея Боголюбского (2014—2015), расположен в 3 микрорайоне;
- Храм святого великомученика Георгия (2018), расположен в 4 микрорайоне («Град Московский»), рядом с Передельцевским кладбищем.

До революции на территории современного Московского на Передельцевском кладбище находился храм святого Георгия Победоносца, который был разрушен в 30-е годы XX века.
В 1994 году на территории Московского было принято решение построить молельный дом баптистов. Это решение вызвало резонанс среди православного населения посёлка — оно, будучи более многочисленной общиной, не имело своего храма. В марте 1995 года в посёлке был проведён референдум, целью которого было решить, какой храм будет построен — баптистский или православный. На голосовании более 700 человек выбрали строительство православного храма и всего 14 — баптистского.
Приход был назван в честь Святителя Тихона, Патриарха Всероссийского. Первоначально службы проводились в одной из квартир посёлка. Это помещение было выделено дирекцией агрокомбината «Московский». Строительство малого храма закончилось 9 октября 1996 года, и 20 октября 1996 года в нём состоялась первая служба. По замыслу авторов проекта рядом с малым храмом должен был возвышаться основной храм. 16 октября 1996 года был заложен камень в основание будущего храма и установлен крест. Основное здание храма было построено в 2001 году. 2 марта 2003 года состоялось освящение храма. Когда начались богослужения в большом храме, малый храм по благословению митрополита Ювеналия был переименован в честь праздника Рождества Иоанна Предтечи. При храме действуют воскресная школа, библиотека, паломническая служба.

## Промышленность
- Агрокомбинат «Московский», градообразующее предприятие.
- Агрохолдинг Московский объединяет такие компании как: «Агрокомбинат „Московский“», «Агроинвитро», «Торговый дом „Московский“» и «Московские цветы».

## Транспорт
Расстояние от города до МКАД — 8 км.

### Наземный транспорт
- Проходящие по Киевскому шоссе маршруты автобусов:
  - 272  Саларьево —  Филатов Луг — аэропорт «Внуково» ( Аэропорт Внуково) — Насосная улица
  - 108  Саларьево — Птичное — Троицк (Микрорайон В)
  - 158  Саларьево — Первомайское
  - 911  Саларьево — аэропорт «Внуково» ( Аэропорт Внуково) — Внуковский завод
  - 309  Саларьево — Наро-Фоминск
  - 490  Саларьево — Апрелевка
  - 569  Саларьево — Селятино — Тарасково
- Маршруты автобусов заезжающие на территорию города:
  - 147 ЖК Юго-Западный —  Филатов Луг
  - с162 3-й микрорайон Московского — Марьино —  Толстопальцево
  - 189 3-й микрорайон Московского —  Филатов Луг
  - 193 Микрорайон «Град Московский» —  Филатов Луг
  - 255 1-й микрорайон Московского —  Рассказовка —  Мичуринец
  - 446 Микрорайон «Град Московский» —  Саларьево —  посёлок Мосрентген (рядом  Тютчевская) —   Корниловская — МЕГА Тёплый Стан
  - 863 Микрорайон «Град Московский» —  Саларьево[61]
  - 870 3-й микрорайон Московского —  Рассказовка —  Внуково
  - с156 Троицк (Академическая площадь) — Нововатутинский проспект — 3-й микрорайон Московского —  Филатов Луг
  - 878  Кокошкино — аэропорт «Внуково» ( Аэропорт Внуково) — 3-й микрорайон Московского —  Ольховая —  Тёплый Стан
  - 881 Микрорайон «Град Московский» —  Рассказовка
  - 890 3-й микрорайон Московского —  Тропарёво —  Юго-Западная

В 2018 году был утверждён проект линии скоростного трамвая до ТПУ «Саларьево», согласно которому планировалось открытие к 2025 году, однако де-факто проект так и не был реализован.

### Метрополитен
Ближайшей станцией метро является  Филатов Луг и  Рассказовка, к ней ведёт вело-пешеходная дорога длиной 3 км из 4-го микрорайона, проходящая через Ульяновский лесопарк. Станций метро на территории города нет. В сентябре 2021 года было закончено строительство трассы от улицы Бианки до автодороги Солнцево — Бутово — Варшавское шоссе, к которой примыкает станция метро «Филатов Луг», благодаря чему время в пути до метро удалось сократить до пяти минут. С обоих концов маршрута расположены крупные прокатные станции Велобайка и различных фирм кикшеринга.

## СМИ

### Печатные издания
- «Новые округа» — бесплатная окружная газета ТиНАО (проект газеты «Вечерняя Москва»)
- «Московский сегодня» — официальная газета администрации поселения Московский
- «Мой Московский» — издавалась до 2013 года
- «Городские Вести Московского» — официальное издание городского поселения Московский, выходившее в 2009—2010 годах
- «Московскому — 30 лет» — юбилейный вестник администрации Московского сельского округа (сентябрь 2001)
- «За изобилие» — газета выходила в 1980—1990-е годы
- «Лучшие варианты»
- «Новое Киевское»

### Телевидение
- «Кабельное телевидение Московский»

## Достопримечательности
- Воинский мемориал «Могилы красноармейцев и командного состава», автор обелиска Зузликов Николай
- Памятный крест на месте разрушенного православного храма св. Георгия на Передельцевском кладбище
- Воинский мемориал «Вечная память воинам, павшим в Великой Отечественной войне 1941—1945» на Передельцевском кладбище, скульптор Н. К. Вентцель[64]
- Могила декабриста Владимира Сергеевича Толстого на Передельцевском кладбище

## Фотографии

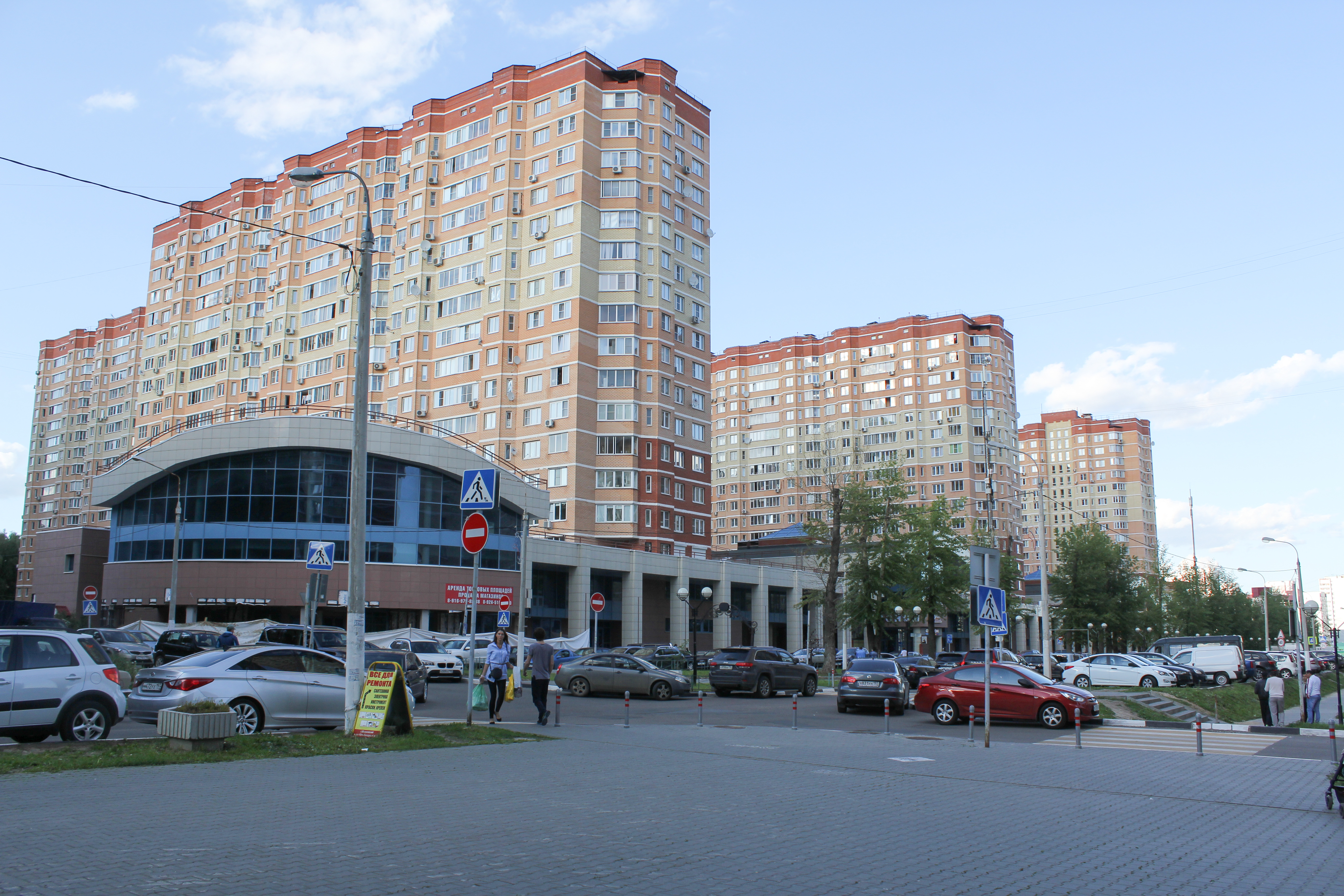
Вид на 3 микрорайон
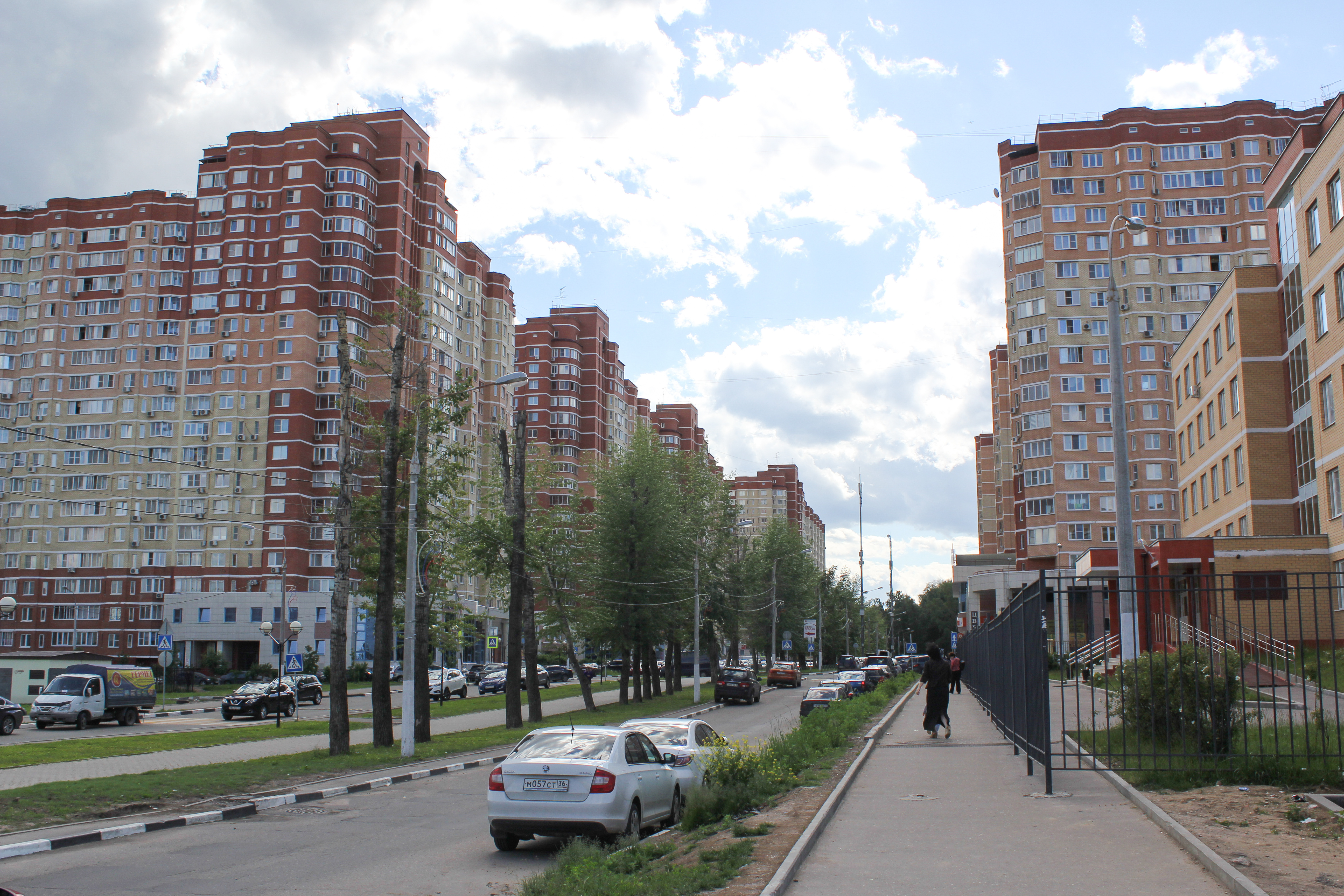
Вид на 3 микрорайон
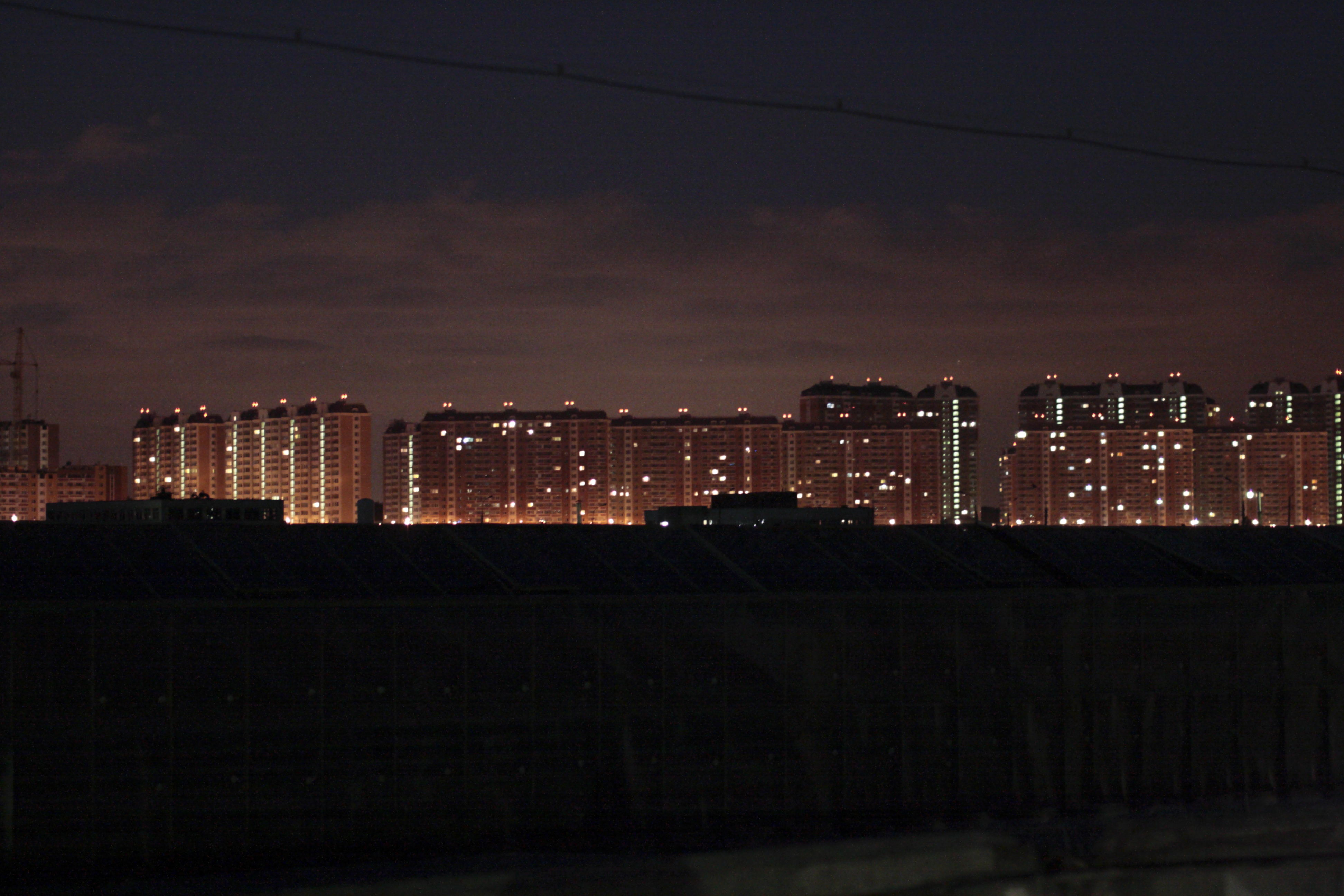
Микрорайон №4 «Град Московский»
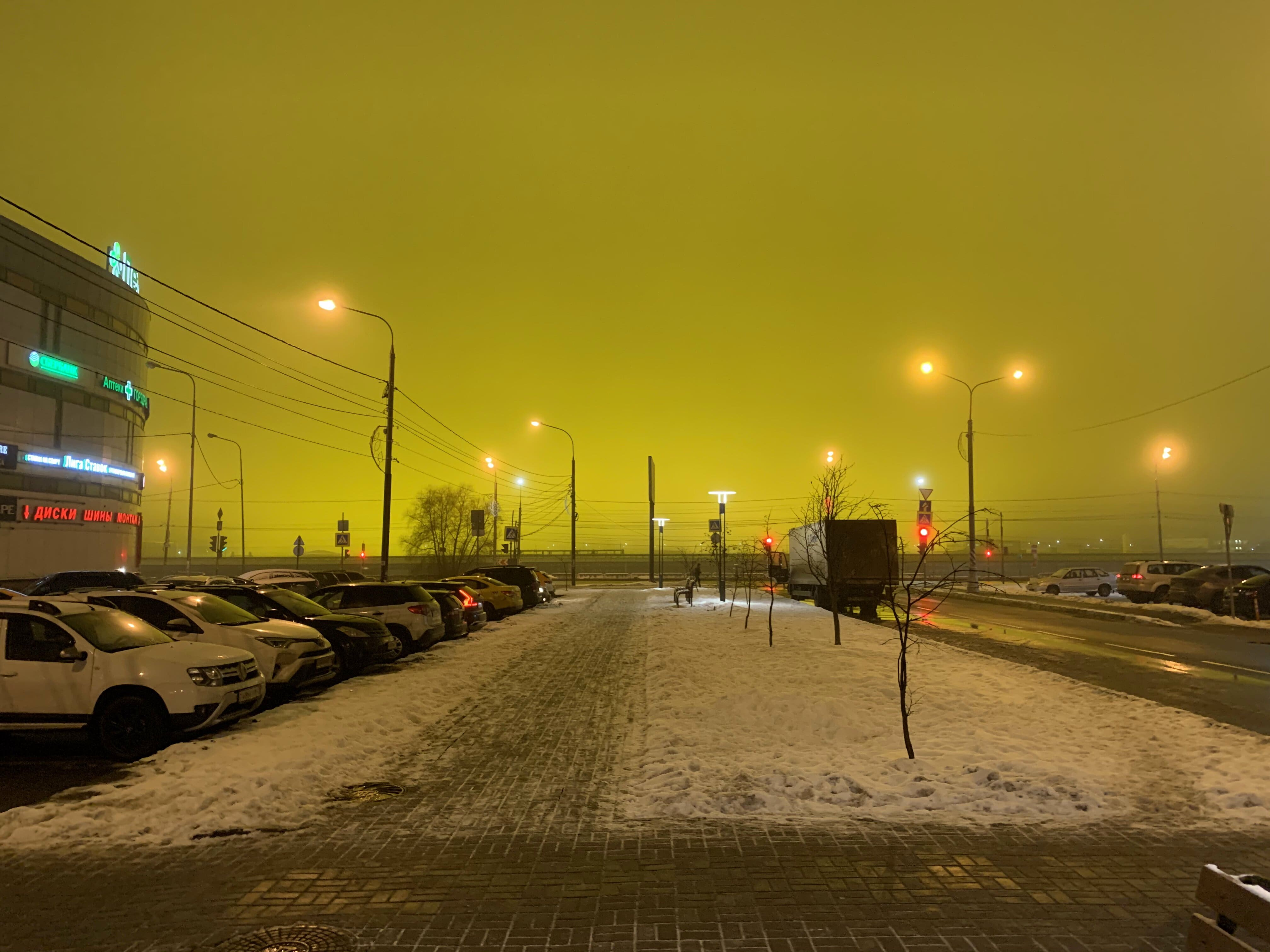
Небо над Московским. Микрорайон «Град Московский»

## Экология
Московский со всех сторон, кроме северной, с которой к нему примыкает Киевское шоссе, окружён лесными массивами Ульяновского и Валуевского лесопарков. Для этой части Москвы наиболее характерны елово-широколиственные леса, в составе которых доминируют дуб и липа. Но в результате хозяйственной деятельности человека большая часть древостоев сменилась на мелколиственные.
С запада от Московского по глубокой долине, поросшей елями, течёт река Ликова, а с юга — река Зимёнка. Также на территории города есть Передельцевский ручей, имеющий исток в микрорайоне № 1. На прудах Московского гнездятся птицы, такие как: кряква, камышница, хохлатая чернеть, черныш, также встречаются: красноголовый нырок, шилохвость, широконоска, чирок-свистунок, чирок-трескунок, серая цапля, перевозчик, озёрная чайка, сизая чайка, речная крачка.
Наиболее популярными для прогулок стали участки леса на запад от микрорайона № 3 (в направлении Ликовы и деревни Мешково) и на юг от микрорайона «Град Московский».